# Remigia dolosa
Remigia dolosa är en fjärilsart som beskrevs av Butler 1880. Remigia dolosa ingår i släktet Remigia och familjen nattflyn. Inga underarter finns listade.